# Шери Сент-Клер
Шери Сент-Клер (англ. Sheri St. Clair, род. 17 апреля 1957 г.) — американская порноактриса, лауреатка премии AVN Awards, член зала славы AVN.

## Биография
Родилась 17 апреля 1957 года. Дебютировала в индустрии развлечения для взрослых в 1983 году. Была одной из самых плодовитых актрис 80-х. Снималась с такими актерами, как Джон Холмс, Том Байрон, Хершел Сэвадж и другими. В 1992 году покидает индустрию. В 2007 году включена в зал славы AVN.

## Премии
- 1985: CAFA, лучшая актриса второго плана, за Corporate Assets
- 1986: AVN Awards лучшая актриса — фильм (Best Actress — Film), за Corporate Assets[3]
- 2007: зал славы AVN

## Избранная фильмография
- Girls on Girls (1995)
- Greek Mistress (1990)
- Backdoor Bonanza 9 (1989)
- Black Silk Secrets (1989)
- Fuck My Ass, No Lube! (1989)
- Le sex de femme 4 (1989)
- Soft Warm Rain (1989)
- Air Erotica (1988)
- Backdoor Lust (1988)
- Lucky in Love 2 (1988)
- Slammer Girls (1987)
- Playpen (1987)
- AC/DC Hook Up 15 (1987)
- Blowin' the Whistle (1987)
- Deep Inside Trading (1987)
- Flesh for Fantasies (1987)
- Girl Games (1987)